# Phebellia glaucoides
Phebellia glaucoides là một loài ruồi trong họ Tachinidae.